# Clarence Platt
Clarence Platt (n. 28 octombrie 1873, Camden⁠(d), New Jersey, SUA – d. 25 august 1941) a fost un trăgător de tir ce a reprezentat Statele Unite ale Americii, medaliat olimpic. A participat la o ediție a Jocurilor Olimpice (1924) în care a câștigat o medalie de aur.

## Participări
Lista de mai jos prezintă principalele competiții la care a participat Clarence Platt de-a lungul carierei.
- shooting at the 1924 Summer Olympics – men's team clay pigeons[*]